# M. Armstrong & Company
M. Armstrong & Company war ein US-amerikanischer Hersteller von Automobilen.

## Unternehmensgeschichte
Das Unternehmen aus New Haven in Connecticut stellte zwischen 1901 und 1902 Automobile her. Der Markenname lautete Armstrong.

## Fahrzeuge
Das einzige Modell war ein Elektroauto. Zwei Elektromotoren von Eddy trieben die Fahrzeuge an. Die Batterie stammte von Willard. Die Höchstgeschwindigkeit war mit 22 km/h angegeben, sowohl vorwärts als auch rückwärts. Eine Abbildung zeigt ein offenes Fahrzeug mit Lenkhebel.